# Jantra (vallás)

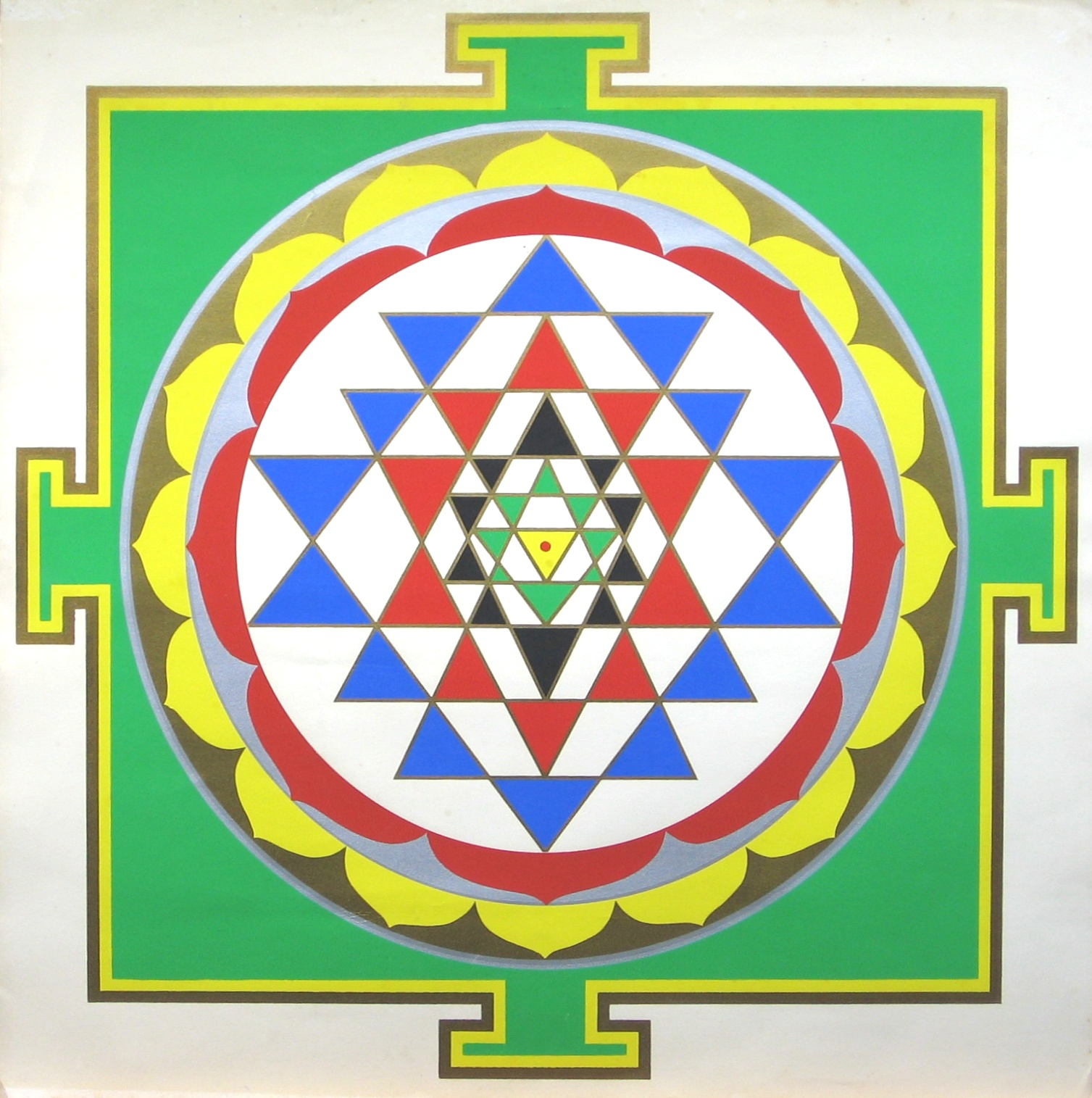
Srí jantra

A jantra (szanszkrit: यन्त्र) a világmindenséget megjelenítő misztikus minta, amelyet a hindu liturgiában (púdzsá) és a meditáció (dhjána) során használnak. Mindenekelőtt a tantrizmusban elterjedt.
Hasonlít a mandalához, kőből vagy fémlemezből készült háromdimenziós kultikus tárgy is lehet. Akárcsak a mandala, a (középen elhelyezkedő) abszolútumtól a (széléin megjelenő) anyagi világig tartó kozmogóniai fejlődést szimbolizálja, és szintén a mantra képi megfelelője. A jantrákon gyakran szerepel a mag- (bídzsa-) mantra.
A tantrikus púdzsá szerint a kőből vagy fémből készült jantra hatalommal rendelkezik, és ugyanúgy a meditáció tárgyát képezheti, mint valamely istenség. A jantra meditáció célja az, hogy a meditáló képes legyen megérteni Istenhez viszonyított helyzetét, és istenét lássa minden dolog középpontjában.
A leghíresebb jantra a Srí jantra.

### Srí jantra
A Srí jantra vagy Srí csakra a hinduizmusban, különösen a tantrizmusban a legismertebb erővel telített szent ábra. Kilenc (5+4), egymást metsző 
háromszögből áll: öt, lefelé mutató "női" háromszög Saktit jelképezi, és négy, felfelé mutató "férfi" háromszög Sivát szimbolizálja.
- Annak megfelelően, hogy Shivát vagy Shaktit helyezi a meditáló a gyakorlás fókuszába, a háromszögek sorrendje (5+4 ---> 4+5) megcserélődik ( a teljes yantra 180 fokos forgatása).
A Srí kula tantrikus hagyományt követők szerint a Srí jantra a 15 szótagból álló Srí vidjá mantra képi megfelelője.